# Триантимонид пентапалладия
Триантимони́д пентапалла́дия — бинарное неорганическое соединение
палладия и сурьмы
с формулой Pd5Sb3,
кристаллы.

## Получение
- Нагревание чистых веществ в вакууме:

{\displaystyle {\mathsf {5Pd+3Sb\ {\xrightarrow {845^{o}C}}\ Pd_{5}Sb_{3}}}}

## Физические свойства
Триантимонид пентапалладия образует кристаллы  сингонии, пространственная группа R 3c, параметры ячейки a = 0,76152 нм, c = 4,3032 нм, Z = 15.